# Onchidorididae
Onchidorididae Gray, 1827 è una famiglia di molluschi nudibranchi.

## Tassonomia
La famiglia comprende i seguenti generi:
- Acanthodoris Gray, 1850 (15 sp.)
- Adalaria Bergh, 1878 (7 sp.)
- Knoutsodonta Hallas & Gosliner, 2015 (16 sp.)
- Onchidoris Blainville, 1816 (16 sp.)
- Onchimira Martynov, Korshunova, Sanamyan N. & Sanamyan K., 2009 (1 sp.)